# Arrondissement de Huy
O arrondissement de Huy (francês: arrondissement de Huy; neerlandês: arrondissement Hoei) é um dos quatro arrondissements ou distritos administrativos em que se divide a província belga de Liège.
É, simultaneamente, um arrondissement administrativo e judicial. O arrondissement judicial de Huy também inclui os municípios de Braives, Hannut, Lincent, Saint-Georges-sur-Meuse no arrondissement de Liège.
O arrondissement de Huy é constituído pelos seguintes municípios:
- Amay
- Anthisnes
- Burdinne
- Clavier
- Engis
- Ferrières
- Hamoir
- Héron
- Huy
- Marchin
- Modave
- Nandrin
- Ouffet
- Tinlot
- Verlaine
- Villers-le-Bouillet
- Wanze